# Luca Germoni
Luca Germoni (Roma, 1º settembre 1997) è un calciatore italiano, difensore dell'Aranova.

## Carriera
Cresciuto nel settore giovanile della Lazio, il 26 agosto 2016 viene ceduto in prestito alla Ternana, con cui inizia la carriera professionistica.
Il 17 luglio 2017 passa, sempre a titolo temporaneo, al Parma; poco utilizzato dal club crociato, il 9 gennaio 2018 si trasferisce al Perugia.
Il 24 agosto seguente viene acquistato dalla Virtus Entella; nel successivo mese di gennaio viene ceduto in prestito alla Juve Stabia.Dopo essere stato ricomprato dalla Lazio, il 10 luglio 2019 si trasferisce a titolo a titolo definitivo al club campano.
Al termine della stagione (culminata con la retrocessione dei campani) viene ceduto alla Reggiana, con cui sigla un contratto triennale.
Non trovando spazio tra i granata, il 7 gennaio 2021 viene ceduto in Serie C al Como con la formula del prestito.
Rimasto svincolato, il 2 novembre 2021 trova squadra accasandosi al Südtirol. Il 23 novembre seguente rescinde il contratto con il club di Bolzano per problemi familiari.

## Statistiche

### Presenze e reti nei club
Statistiche aggiornate al 3 novembre 2021.
| Stagione           | Squadra            | Campionato         | Campionato | Campionato | Coppe nazionali | Coppe nazionali | Coppe nazionali | Coppe continentali | Coppe continentali | Coppe continentali | Altre coppe | Altre coppe | Altre coppe | Totale | Totale |
| Stagione           | Squadra            | Comp               | Pres       | Reti       | Comp            | Pres            | Reti            | Comp               | Pres               | Reti               | Comp        | Pres        | Reti        | Pres   | Reti   |
| ------------------ | ------------------ | ------------------ | ---------- | ---------- | --------------- | --------------- | --------------- | ------------------ | ------------------ | ------------------ | ----------- | ----------- | ----------- | ------ | ------ |
| 2016-2017          | Ternana            | B                  | 29         | 0          | CI              | -               | -               | -                  | -                  | -                  | -           | -           | -           | 29     | 0      |
| 2017-gen. 2018     | Parma              | B                  | 5          | 0          | CI              | 0               | 0               | -                  | -                  | -                  | -           | -           | -           | 5      | 0      |
| gen.-giu. 2018     | Perugia            | B                  | 6          | 0          | CI              | -               | -               | -                  | -                  | -                  | -           | -           | -           | 6      | 0      |
| 2018-gen. 2019     | Virtus Entella     | C                  | 10         | 0          | CI+CI-C         | 0+0             | 0               | -                  | -                  | -                  | -           | -           | -           | 10     | 0      |
| gen-giu. 2019      | Juve Stabia        | C                  | 11         | 1          | CI+CI-C         | -               | -               | -                  | -                  | -                  | SC          | 1           | 0           | 12     | 1      |
| 2019-2020          | Juve Stabia        | B                  | 21         | 0          | CI              | 0               | 0               | -                  | -                  | -                  | -           | -           | -           | 21     | 0      |
| Totale Juve Stabia | Totale Juve Stabia | Totale Juve Stabia | 32         | 1          |                 | 0               | 0               |                    | -                  | -                  |             | 1           | 0           | 43     | 1      |
| 2020-gen. 2021     | Reggiana           | B                  | 1          | 0          | CI              | 0               | 0               | -                  | -                  | -                  | -           | -           | -           | 1      | 0      |
| gen.-giu. 2021     | Como               | C                  | 0          | 0          | -               | -               | -               | -                  | -                  | -                  | -           | -           | -           | 0      | 0      |
| nov. 2021          | Südtirol           | C                  | 0          | 0          | CI+CI-C         | -+1             | -+0             | -                  | -                  | -                  | -           | -           | -           | 1      | 0      |
| Totale carriera    | Totale carriera    | Totale carriera    | 83         | 1          |                 | 1               | 0               |                    | -                  | -                  |             | 1           | 0           | 85     | 1      |

## Palmarès

### Club

#### Competizioni nazionali
- Serie C: 2

Juve Stabia: 2018-2019 (girone C)
Como: 2020-2021 (girone A)